# Thamnotettix tapina
Thamnotettix tapina är en insektsart som beskrevs av Franz Xaver Fieber 1885. Thamnotettix tapina ingår i släktet Thamnotettix och familjen dvärgstritar. Inga underarter finns listade i Catalogue of Life.